# Сент-Коломб (Рона)
Сент-Коломб (фр. Sainte-Colombe), неофіційно також Сент-Коломб-ле-В'єнн (фр. Sainte-Colombe-lès-Vienne) — муніципалітет у Франції, у регіоні Овернь-Рона-Альпи, департамент Рона. Населення — 1953 особи (01.01.2021).
Муніципалітет розташований на відстані близько 420 км на південний схід від Парижа, 27 км на південь від Ліона.

## Історія
До 2015 року муніципалітет перебував у складі регіону Рона-Альпи. Від 1 січня 2016 року належить до нового об'єднаного регіону Овернь-Рона-Альпи.

## Демографія
Динаміка населення (INSEE ):
Розподіл населення за віком та статтю (2006):
| Стать | Всього | До 15 років | 15-24 | 25-44 | 45-64 | 65-85 | Понад 85 |
| --- | ------ | ----------- | ----- | ----- | ----- | ----- | -------- |
| Чоловіки | 900    | 150         | 114   | 288   | 213   | 127   | 8        |
| Жінки | 1008   | 170         | 104   | 308   | 244   | 158   | 24       |
| \| Статево-вікова піраміда \| Статево-вікова піраміда \| Статево-вікова піраміда \| \| ----------------------- \| ----------------------- \| ----------------------- \| \| Чоловіки \| Вік \| Жінки \| \| 8 \| 85 + \| 24 \| \| 32 \| 80-84 \| 40 \| \| 16 \| 75-79 \| 51 \| \| 36 \| 70-74 \| 39 \| \| 43 \| 65-69 \| 28 \| \| 47 \| 60-64 \| 67 \| \| 36 \| 55-59 \| 51 \| \| 63 \| 50-54 \| 71 \| \| 67 \| 45-49 \| 55 \| \| 63 \| 40-44 \| 75 \| \| 71 \| 35-39 \| 99 \| \| 63 \| 30-34 \| 71 \| \| 91 \| 25-29 \| 63 \| \| 43 \| 20-24 \| 43 \| \| 71 \| 15-20 \| 61 \| \| 43 \| 10-14 \| 71 \| \| 71 \| 5-9 \| 28 \| \| 36 \| 0-4 \| 71 \| |        |             |       |       |       |       |          |
| Статево-вікова піраміда |        |             |       |       |       |       |          |
| Чоловіки | Вік    | Жінки       |       |       |       |       |          |
| 8 | 85 +   | 24          |       |       |       |       |          |
| 32 | 80-84  | 40          |       |       |       |       |          |
| 16 | 75-79  | 51          |       |       |       |       |          |
| 36 | 70-74  | 39          |       |       |       |       |          |
| 43 | 65-69  | 28          |       |       |       |       |          |
| 47 | 60-64  | 67          |       |       |       |       |          |
| 36 | 55-59  | 51          |       |       |       |       |          |
| 63 | 50-54  | 71          |       |       |       |       |          |
| 67 | 45-49  | 55          |       |       |       |       |          |
| 63 | 40-44  | 75          |       |       |       |       |          |
| 71 | 35-39  | 99          |       |       |       |       |          |
| 63 | 30-34  | 71          |       |       |       |       |          |
| 91 | 25-29  | 63          |       |       |       |       |          |
| 43 | 20-24  | 43          |       |       |       |       |          |
| 71 | 15-20  | 61          |       |       |       |       |          |
| 43 | 10-14  | 71          |       |       |       |       |          |
| 71 | 5-9    | 28          |       |       |       |       |          |
| 36 | 0-4    | 71          |       |       |       |       |          |

## Економіка
2010 року серед 1253 осіб працездатного віку (15—64 років) 957 були активними, 296 — неактивними (показник активності 76,4%, у 1999 році було 75,6%). З 957 активних мешканців працювало 880 осіб (458 чоловіків та 422 жінки), безробітними було 77 (35 чоловіків та 42 жінки). Серед 296 неактивних 103 особи були учнями чи студентами, 102 — пенсіонерами, 91 була неактивною з інших причин.

У 2010 році в муніципалітеті числилось 894 оподатковані домогосподарства, у яких проживали 1891,5 особи, медіана доходів виносила 20 665 євро на одного особоспоживача

## Уродженці
- Дідьє Крістоф (*1956) — французький футболіст, півзахисник, згодом — футбольний тренер.